# Emmett Corrigan
Pour les articles homonymes, voir Corrigan.
Emmett Corrigan (né Antoine Zilles le 5 juin 1871 à Amsterdam et mort le 29 octobre 1932 à Los Angeles) est un acteur américain d'origine néerlandaise.

## Biographie
Émigré enfant aux États-Unis, il y débute au théâtre sous le nom d'Emmett Corrigan, jouant notamment à Broadway (New York) dès 1890 aux côtés de Maude Adams, dans Men and Women de David Belasco et Henry C. de Mille (en). Là, suivent dix-neuf autres pièces jusqu'en 1925, dont Ben-Hur (en), adaptation du roman éponyme de Lewis Wallace (avec William S. Hart personnifiant Messala, de novembre 1899 à mai 1900, puis en septembre-octobre 1900, le rôle-titre lors de la reprise étant tenu par William Farnum), The Governor's Lady (en) d'Alice Bradley (1912-1913, avec Emma Dunn), ou encore Alias Jimmy Valentine de Paul Armstrong (1921-1922, avec Mary Boland et Otto Kruger).
Au cinéma, il contribue à six films muets américains, depuis Greater Love Hath No Man d'Herbert Blaché (1915, avec Crauford Kent) jusqu'à un court métrage de 1927. Suivent quatorze autres films américains parlants, depuis The Lion and the Mouse de Lloyd Bacon (semi-parlant, 1928, avec May McAvoy et Lionel Barrymore) jusqu'à La Grande Muraille de Frank Capra (avec Barbara Stanwyck et Nils Asther). Ce dernier film sort en janvier 1933, un peu plus de deux mois après la mort d'Emmett Corrigan, fin octobre 1932, à 61 ans.
Parmi ses autres films notables, citons Une tragédie américaine de Joseph von Sternberg (1931, avec Phillips Holmes et Sylvia Sidney) et La Bête de la cité de Charles Brabin (1932, avec Walter Huston et Jean Harlow).

## Théâtre à Broadway (intégrale)

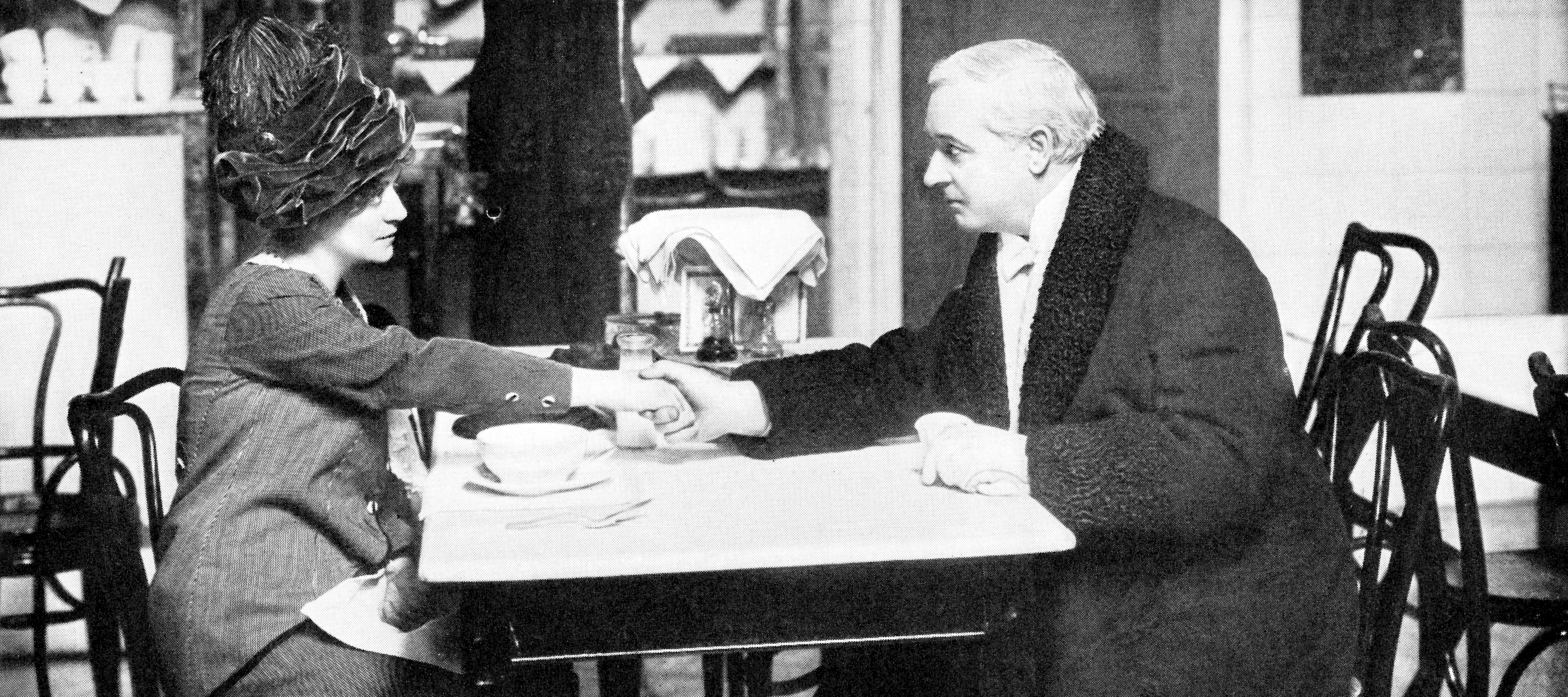
Avec Emma Dunn, dans The Governor's Lady (Broadway, 1912-1913, photo promotionnelle)

- 1890 : Men and Women de David Belasco et Henry C. de Mille (en) : Arnold Kirk
- 1897 : A Southern Romance de B. B. Valentine et Leo Ditrichstein : Beverly Johnstone
- 1899 : Ghetto (The Ghetto) d'Herman Heijermans, adaptation de Chester Bailey Fernald et Eugene W. Presbrey
- 1899-1900 : Ben-Hur (en), adaptation par William Young (en) du roman éponyme de Lewis Wallace : Cheik Ilderim[1] (puis rôle-titre en remplacement)
- 1900 : Ben-Hur, reprise : Simonides[2]
- 1906 : The Prince of India, adaptation par J. I. C. Clarke du roman éponyme de Lewis Wallace
- 1909-1910 : Cameo Kirby de Booth Tarkington et Harry Leon Wilson (en)
- 1911 : The Deep Purple de Paul Armstrong et Wilson Mizner, mise en scène de Hugh Ford : Gordon Laylock[3]
- 1911 : Judith Zaraine de C. M. S. McLellan
- 1911 : Mrs. Avery de Gretchen Dale et Howard Estabrook
- 1911 : La Rafale (The Whirlwind) d'Henri Bernstein, adaptation de George Egerton
- 1912-1913 : The Governor's Lady (en) d'Alice Bradley, production et mise en scène de David Belasco : Daniel S. Slade
- 1914 : The Yellow Ticket de Michael Morton : M. Zoubatoff
- 1914 : The Money Makers de Charles Klein
- 1915 : Our Children de Louis K. Anspacher
- 1915-1916 : The Eternal Magdalene de Robert McLaughlin
- 1918 : Three Faces East d'Anthony Paul Kelly : Valdar
- 1920 : Martinique de Laurence Eyre : Père Benedict
- 1921 : Nemesis d'Augustus E. Thomas : M. Kallan
- 1921 : Alias Jimmy Valentine de Paul Armstrong, mise en scène de Hugh Ford : Doyle[4]
- 1924-1925 : The Bully de Julie Helen Percival et Calvin Clark : George Dadrient Moare

## Filmographie partielle

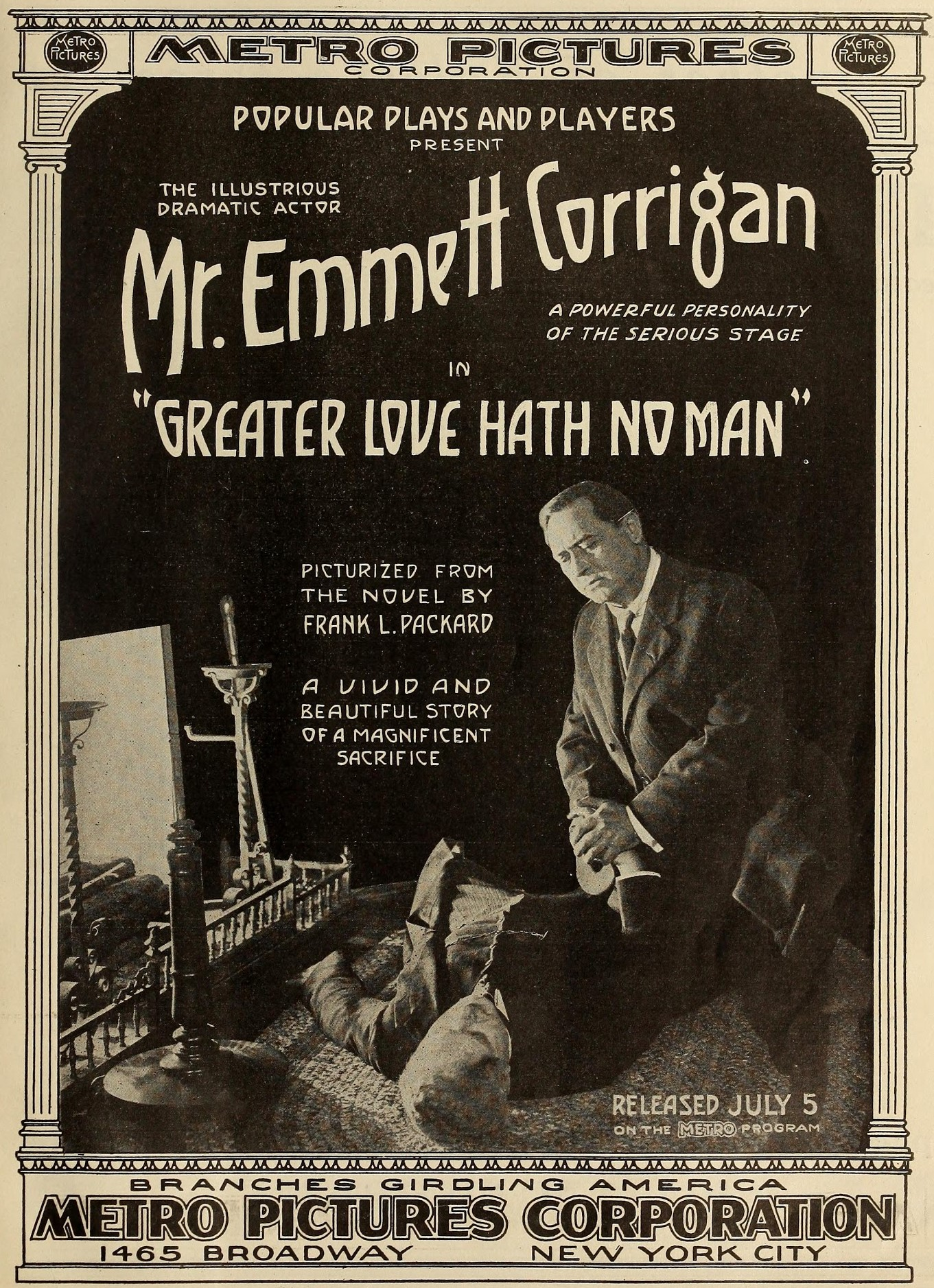
Dans Greater Love Hath No Man (1915, poster promotionnel)

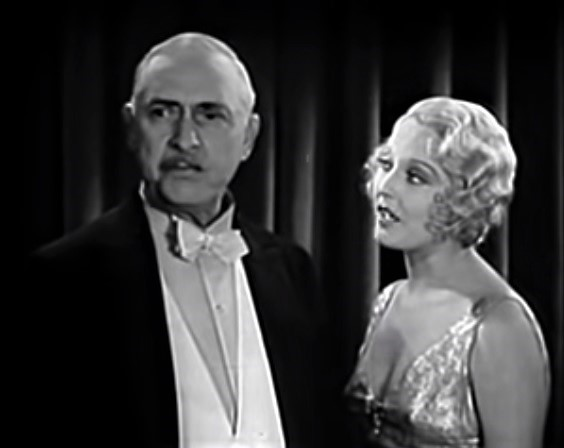
Avec Thelma Todd, dans Corsair (1931)

### Période du muet (1915-1927)
- 1915 : Greater Love Hath No Man d'Herbert Blaché : Varge
- 1920 : Partners of the Night de Paul Scardon : Mathew Bradley
- 1923 : Le Rendez-vous (en) (The Rendezvous) de Marshall Neilan : Vassily
- 1924 : The Turmoil d'Hobart Henley : James Sheridan Sr.

### Période du parlant (1928-1933)
- 1928 : The Lion and the Mouse de Lloyd Bacon : Dr Hays
- 1930 : Pour décrocher la lune ou À la conquête de la lune (Reaching for the Moon) d'Edmund Goulding : Président de la banque Timothy Grovener
- 1931 : Le Dirigeable (Dirigible) de Frank Capra : Amiral John S. Martin
- 1931 : Une tragédie américaine (An American Tragedy) de Josef von Sternberg : Belknap
- 1931 : Corsair (en) de Roland West : Stephen Corning
- 1932 : Le Monde et la Chair (The World and the Flesh) de John Cromwell : Général Spiro
- 1932 : La Bête de la cité (The Beast of the City) de Charles Brabin : Chef de police Burton
- 1932 : The Golden West (en) de David Howard : Colonel Horace Summers
- 1932 : Valet d'argent (Silver Dollard) d'Alfred E. Green : Président Arthur
- 1932 : Me and My Gal de Raoul Walsh : Capitaine de police
- 1932 : La Grande Muraille (The Bitter Tea of General Yen) de Frank Capra : Évêque Harkness